# Casa museo

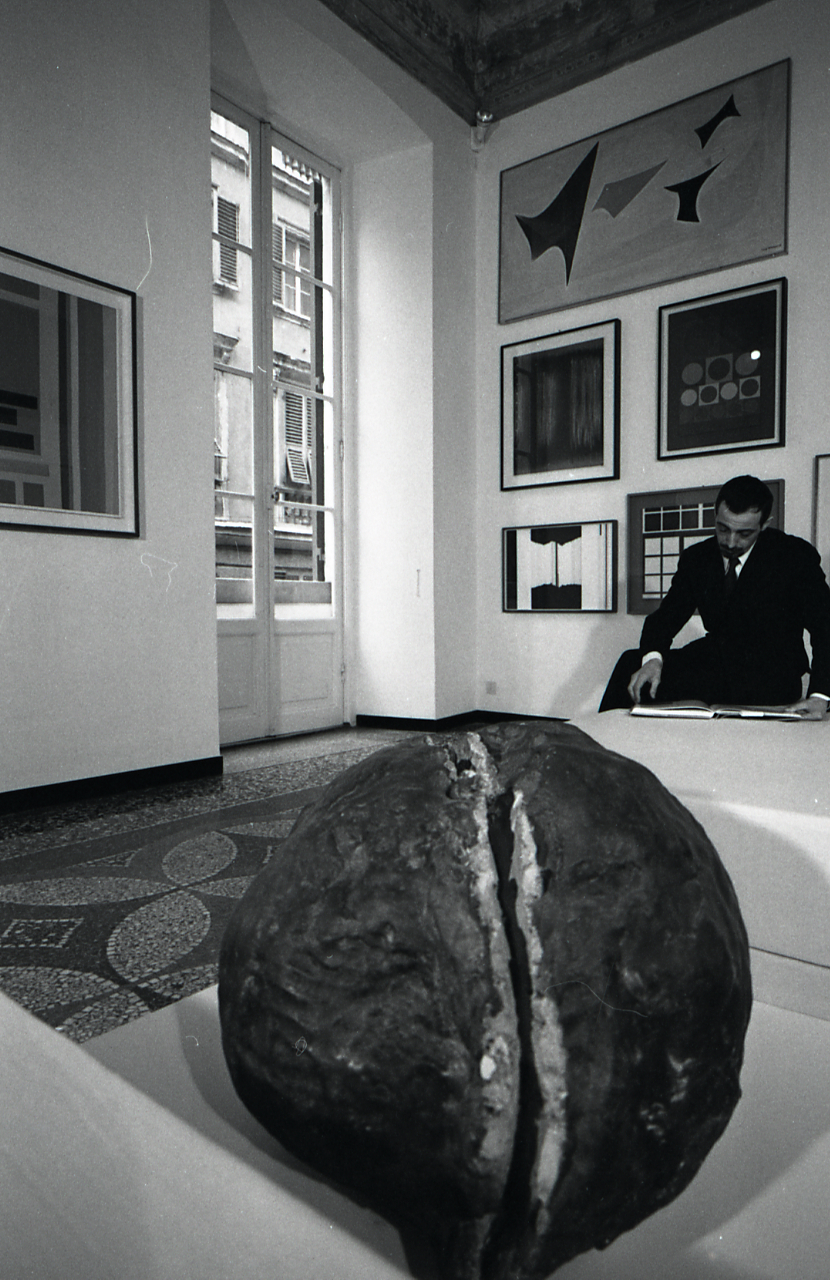
L'abitazione del gallerista genovese Edoardo Manzoni (a destra) fotografata da Paolo Monti nel 1967

La casa museo è una tipologia museale che consiste di un'abitazione trasformata in museo, dove gli arredi, i cimeli e gli oggetti di uso personale e quotidiano fanno parte del percorso espositivo, oltre ad eventuali opere di altro genere (quadri, sculture, collezioni di oggetti d'arte eccetera). In generale, lo spazio quotidiano diventa rilevante, culturalmente e antropologicamente, nel momento in cui chi ha abitato quello spazio è stato un personaggio famoso, un personaggio pubblico o comunque considerato significativo ai fini culturali, per cui il suo quotidiano diventa degno di essere conservato e reso fruibile dal pubblico: quasi sempre le case museo sono le ex-abitazioni di artisti o personalità dell'arte, della politica o della scienza o di qualunque ambito rilevante per una cultura, a volte custodiscono la storia di intere generazioni di una famiglia nobile o importante per la vita pubblica.

## Storia

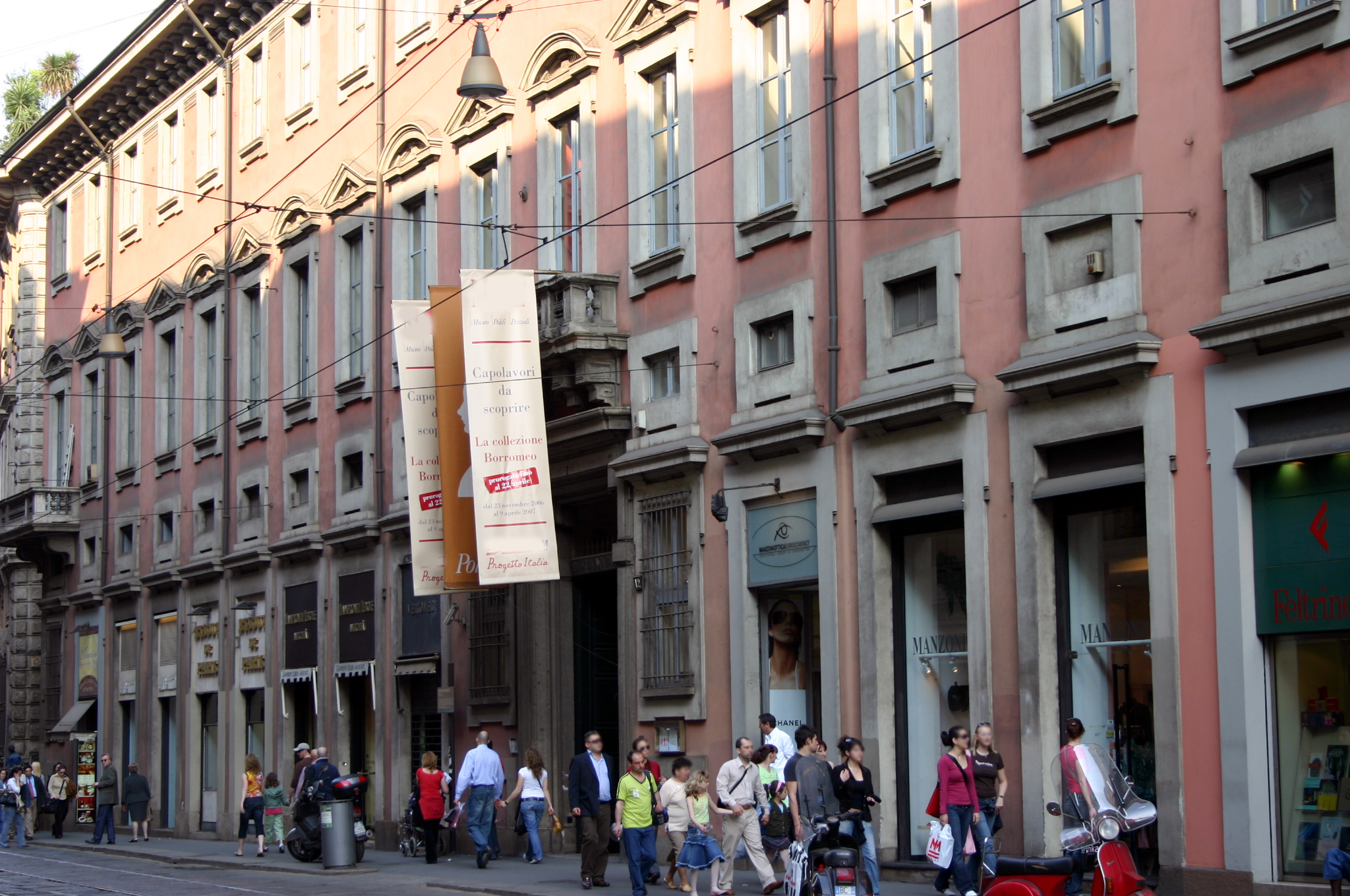
La Casa Museo Poldi Pezzoli a Milano

Le case museo nacquero intorno alla metà del XIX secolo in un'epoca in cui l'alta borghesia subiva il fascino del collezionismo; tra le collezioni più appetibili all'epoca vi furono quelle in stile Secondo Impero, le case museo erano volute e allestite dagli stessi proprietari-collezionisti, come esternazioni del proprio gusto ed esibizione di cimeli e collezioni più che vere e proprie abitazioni.
In Europa, in particolare in Francia, le prime case museo vennero inaugurate prima della prima guerra mondiale. Con l'avvento della guerra molte di esse andarono distrutte.
Non così dall'altra parte dell'oceano dove, con qualche decennio di ritardo rispetto all'Europa, dapprima fu l'alta borghesia della East Coast statunitense ad interessarsi e ad allestire case museo, ma ben presto il fenomeno dilagò in tutti gli Stati Uniti dove tuttora sono presenti numerose case museo dell'epoca.
In Europa, le case museo che sopravvissero a stento alle devastazioni di due guerre mondiali vennero talvolta trasformate o integrate con nuove collezioni, perdendo quell'atmosfera originaria dovuta alla stratificazione delle epoche e delle collezioni.
Oggi il termine ha un significato più ampio e per casa museo si intende anche l'abitazione che fu di un personaggio famoso non progettata come casa museo ma recuperata come tale da un'istituzione pubblica per tenere traccia di un'epoca e della quotidianità del personaggio che l'ha vissuta.

## Esempi
- Casa natale di Leonardo
- Casa Manzoni
- Casa museo di Giorgio de Chirico
- Casa museo Antonio Gramsci